# Lachsch
Lachsch (tadschikisch Ноҳияи Лахш Nohijai Lachsch, bis 2016 Ноҳияи Ҷиргатол Nohijai Dschirgatol) ist ein Nohija (Bezirk) im Norden Tadschikistans. Lachsch gehört zu Nohijahoi tobei dschumhurij, den der Republik unterstellten Bezirken. Verwaltungssitz ist Wahdat.

## Verwaltung
Lachsch ist einer von 13 Bezirken innerhalb der Nohijahoi tobei dschumhurij. 

## Lage
Lachsch befindet sich im Norden Tadschikistans an der Grenze zu Kirgisistan. Das Gebiet ist durch die Transalaikette geprägt, Berge wie der Pik Sat (5900 m) befinden sich in Lachsch. Die Europastraße 60 verläuft durch den Bezirk und endet nördlich an der kirgisisch-chinesischen Grenze.

## Landwirtschaft
Die Bevölkerung in Lachsch lebt größtenteils in sehr einfachen Verhältnissen, die Landwirtschaft ist trotz der Gebirgslage und der wenigen landwirtschaftlich nutzbaren Flächen ein wichtiger Erwerbszweig. Einen Einschnitt in der Lebensweise der Bevölkerung stellten Kollektivierungs- und Siedlungsmaßnahmen während der Sowjetzeit dar. Nachdem zuvor traditionelle Formen der Landwirtschaft mit einer starken Position von Dorfältesten vorherrschte, änderten sowjetische Bürokratie und Anbaumethoden die Lebensweise der Bevölkerung. Nach dem Zusammenbruch der Sowjetunion führten mangelnde Fachkenntnisse und wirtschaftlicher Druck zu einer Überbeanspruchung der Böden und einer zunehmenden Erosion.
Im Rahmen des Sustainable Land Management in the High Pamir and Pamir-Alai Mountains Projekts (PALM) wurden Mikroprojekte gefördert, die die Bevölkerung unterstützen und zur Erhaltung des Ökosystems beitragen sollen.